# Musaranya del mont Nimba
La musaranya del mont Nimba (Crocidura nimbae) és una espècie de musaranya que viu a Guinea, Costa d'Ivori, Libèria i Sierra Leone.